# Лагвенкин, Павел Николаевич
Павел Николаевич Лагвенкин (род. 13 февраля 1992) — российский самбист, бронзовый призёр чемпионатов России, обладатель Кубка мира, мастер спорта России международного класса. Выступал в первой полусредней весовой категории (до 68 кг). Тренировался под руководством Константина Фофанова. Выпускник Академии права и управления ФСИН.

## Спортивные результаты
- Первенство России по самбо среди юношей 2010 года — ;
- Первенство России по самбо среди юниоров до 23 лет 2012 года — ;
- Первенство России по самбо среди юниоров до 23 лет 2013 года — ;
- Кубок России по самбо 2013 года — ;
- Чемпионат ФСИН России по самбо 2013 года — ;
- Чемпионат России по самбо среди студентов 2014 года — ;
- Чемпионат ФСИН России по самбо 2014 года — ;
- Первенство России по самбо среди молодёжи до 23 лет 2015 года — [2];
- Чемпионат России по самбо 2015 года — ;
- Чемпионат России по самбо 2016 года — .